# Mühlenpfad
Die Ortslage Mühlenpfad teils auch Am Mühlenpfad im Wohnquartier Schrödersbusch im Wuppertaler Stadtbezirk Vohwinkel geht auf eine alte Hofschaft zurück.

## Lage
Die Hofschaft befindet sich im Osten des Stadtteils, an einem nach Norden abfallenden Hang, der im unteren nordöstlichen Bereich am Ufer der Wupper endet.
Benachbarte Ortslagen sind: Hammerstein, Schrödersbusch, Frohental, Steeger Eiche, Schieten und Boltenheide.

## Etymologie
Die Herkunft des Namens Mühlenpfad ist nicht genau geklärt.
Die nächstgelegene Mühle war die Wassermühle des Rittergutes Hammerstein. Der Weg, der auch als die Altstraße Neuss–Herdecke zu identifizieren ist, durchquert die Hofschaft und führte nach Hammerstein.

## Geschichte

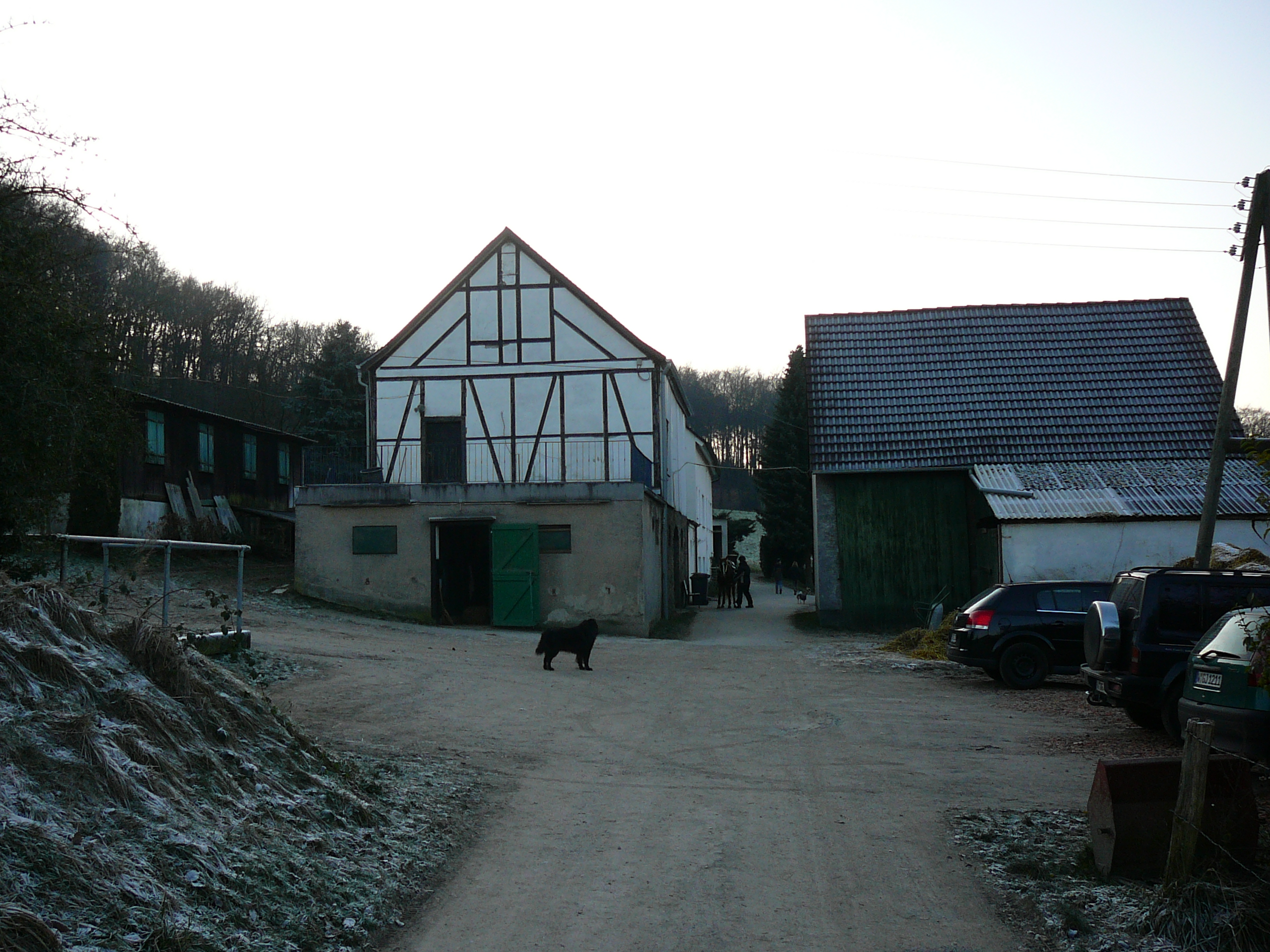
Die Hofanlage (2008)

Mühlenpfad ist ein Spliss von Stackenberg und ist mit 13 Hektar, davon 12 Hektar mit Acker und Weide, nach 1830 selbstständig geworden.
Auf den Karten von 1824 und 1843 ist die Hofschaft, jedoch ohne Namen, vermerkt. Auf der Stadtkarte von 1930 und ab 1983 auf der Topografischen Karte (TK25) mit Namensnennung der Ortslage.
Mühlenpfad gehörte zur 1867 von Haan getrennten Bürgermeisterei Sonnborn, die 1888 unter Gebietsverlusten an Elberfeld in die Gemeinde Vohwinkel überging.
Im Gemeindelexikon für die Provinz Rheinland von 1888 werden ein Wohnhaus mit sechs Einwohnern angegeben.

## Die heutige Straße
Nach dieser Ortslage ist die Straße Mühlenpfad benannt. Sie durchquert die Hofschaft Mühlenpfad von der Straße Boltenheide und setzt sich mit der Straße Schrödersbusch fort.